# Kaiser-Otto-Brücke
Die Kaiser-Otto-Brücke ist eine Straßenbrücke, die die Alte Elbe in Magdeburg überspannt. Die einhüftige Schrägseilbrücke wurde von 2020 bis 2024 neben der Anna-Ebert-Brücke errichtet, um diese zu ersetzen. Namensgeber der Brücke ist Kaiser Otto I.

## Lage
Sie verbindet in östlicher Verlängerung von Neuer Strombrücke und Königin-Editha-Brücke die Stadtteile Werder und Brückfeld und befindet sich südlich unmittelbar neben der Anna-Ebert-Brücke. Die Brücke ist Teil der bereits in historischer Zeit bedeutsamen Verbindung von der Magdeburger Altstadt nach Osten.

## Geschichte
Die Anna-Ebert-Brücke war nach Eröffnung der Neuen Strombrücke 1965 eine Engstelle im Strombrückenzug, da – wie auch auf der Zollbrücke – nur zwei Fahrstreifen mit integrierten Straßenbahngleisen zur Verfügung standen, auf der Neuen Strombrücke jedoch vier Fahrstreifen sowie zwei separate Fahrspuren für Straßenbahnen. Durch ihr Alter und besonders nach den Schäden durch das Hochwasser 2013 war die Anna-Ebert-Brücke zeitweise für Straßenbahnen gesperrt oder nur in Schrittgeschwindigkeit in einer Richtung befahrbar. Mittelfristig wurde prognostiziert, dass die Brücke nicht mehr für den ÖPNV befahrbar sein würde. Bereits vor dem Hochwasser wurden daher 2012 Vorplanungen durch den Stadtrat der Stadt Magdeburg in Auftrag gegeben und im September 2013 die Entscheidung für eine Schrägseilbrücke getroffen.
Im Zusammenhang mit dem Ersatzneubau des Strombrückenzuges war neben der Schrägseilbrücke über die Alte Elbe auch die Errichtung einer neuen Brücke über die Zollelbe als Rahmenbauwerk erforderlich. 2014 betrugen die geplanten Baukosten für die beiden Bauwerke rund 27,8 Mio. Euro. Den Auftrag erhielt Ende 2017 die Bietergemeinschaft Strabag und Züblin. Nachdem der Zweitplatzierte, die Bietergemeinschaft Hochtief, SEH Engineering und Kemna Bau, erfolgreich gegen die Vergabe geklagt hatte, erfolgte Mitte 2019 eine neue Vergabe an die Bietergemeinschaft um Hochtief für ihr 2017 eingereichtes Angebot in Höhe von etwa 93 Millionen Euro. Aufgrund der Zuschlagsverzögerung von 1,5 Jahren ergaben sich Mitte 2021 Mehrkosten von 31 Mio. Euro.
Der Bau der Schrägseilbrücke über die alte Elbe begann offiziell am 24. Februar 2020.
Im September 2022 fand eine Umfrage in der Bevölkerung zur Namensfindung für die neuen Brücken über die Zollelbe und die alte Elbe statt. Die meistgenannten Vorschläge waren für die größere Brücke „Kaiser-Otto-Brücke“ und für die kleinere Brücke „Königin-Editha-Brücke“. Der Stadtrat folgte dem Ergebnis der Umfrage bei der Namensvergabe. Magdeburg war ein Zentrum des Wirkens von Kaiser Otto I. und sein Grab befindet sich im Magdeburger Dom, ebenso wie das seiner ersten Ehefrau Editha, bzw. Edgitha, nach welcher die neue Brücke über die Zollelbe benannt ist.
Die Kaiser-Otto-Brücke wurde am 23. Dezember 2023 nur für den Straßenbahnverkehr freigegeben. Am 21. März 2024 folgte die Inbetriebnahme für alle Verkehrsarten.

## Konstruktion

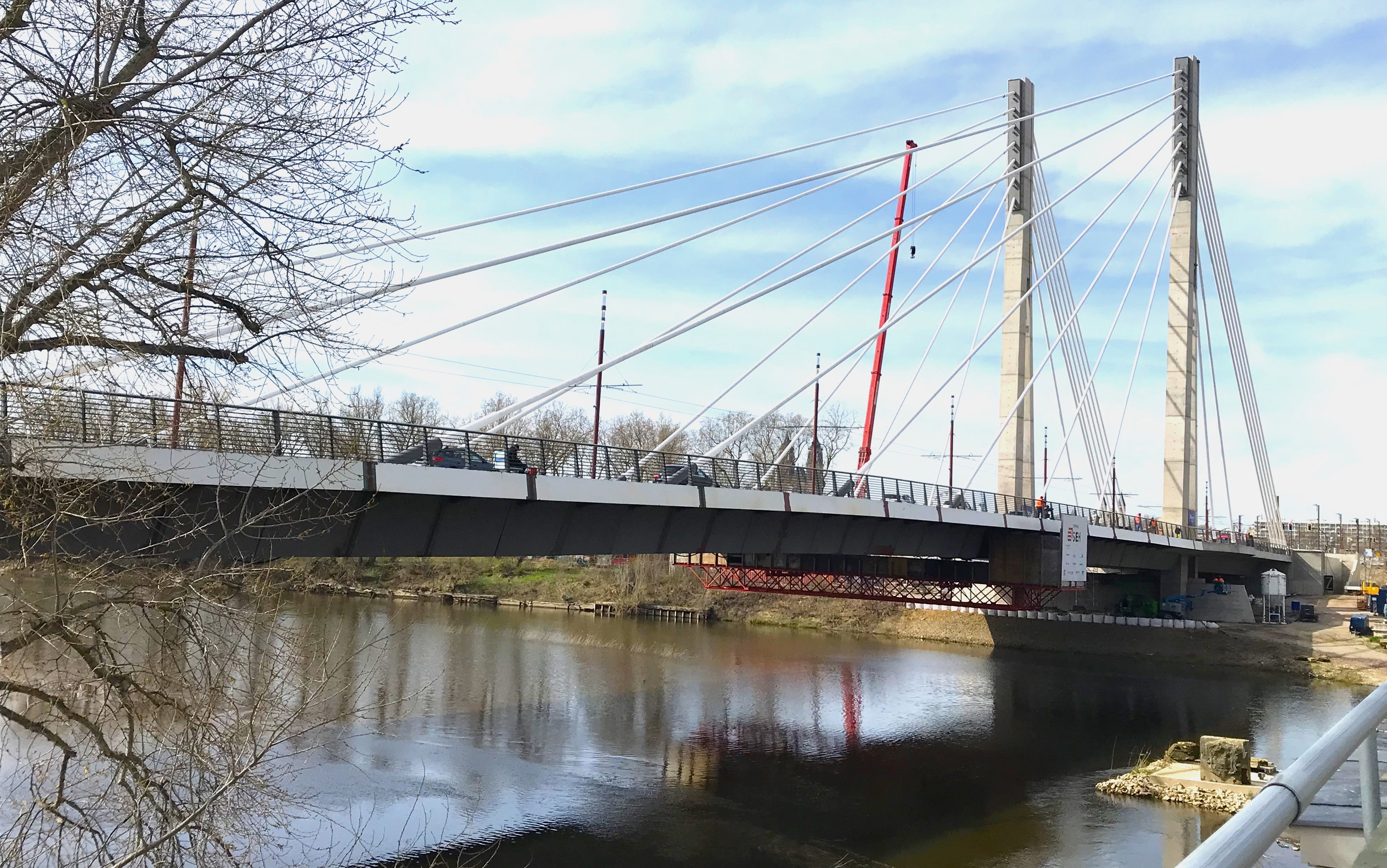
Sicht von der Anna-Ebert-Brücke, 2024

Die Gesamtlänge der Brücke beträgt 247,99 m. Die beiden nicht verbundenen Pylone stehen am linken Ufer der Alten Elbe. Westlich davon befindet sich das Rückverankerungsfeld mit einer Stützweite von 50,00 m. Es hat einen Stahlbetonquerschnitt. Das Brückenfeld über die Alte Elbe besteht aus einem Verbundhohlkasten und hat eine Stützweite von 163,57 m, um neben dem erforderlichen Hochwasserabfluss die vorhandenen FFH-Gebiete eingriffsarm zu überspannen. An dessen Ende liegt die Schrägseilbrücke auf einem Pfeiler auf. Daran schließt sich ein kurzes Brückenfeld mit einer Stützweite von 34,42 m als Vorlandbrücke an. Es ist als dreizelliger Verbundhohlkasten hergestellt, zur Verhinderung von abhebenden Kräften am östlichen Widerlager im Endbereich mit Beton verfüllt und zur Unterführung eines Radwegs auf 1,5 m Höhe verringert.
Die beiden über der Fahrbahn 55 Meter hohen Pylone bestehen unten aus zwei in Brückenlängsrichtung aufgelösten Pylonstielen aus Stahlbeton und oben aus dem Pylonkopf. Der Pylonkopf hat beiderseitige Betonflanken und innere Stahlhohlkästen zur Verankerung von sieben Schrägseilen, bestehend aus Litzenbündeln, je Seite zur Abtragung der Lasten.
Die Brückenbreite zwischen den Geländern beträgt 27,10 m. Hierauf verlaufen pro Fahrtrichtung ein Fahrstreifen für den motorisierten Individualverkehr, eine Fahrspur für Straßenbahnen und Busse, ein Radweg und ein Gehweg.